# Chaudfontaine (Mineralwasser)
Chaudfontaine ist eine belgische Mineralwassermarke, die aus der Quelle im wallonischen Chaudfontaine gewonnen wird. Das Wasser wird seit 1924 in Belgien sowie in Teilen von Frankreich und den Niederlanden angeboten und seit 2003 von der Coca-Cola Company vertrieben. Es werden neben dem normalen Wasser auch Sprudelwasser sowie zwei Geschmackssorten „Zitrone“ und „Himbeere & Limette“ angeboten.

## Eigenschaften
Chaudfontaine ist ein natürliches Mineralwasser mit geringem Mineralgehalt. Das Wasser entspringt aus der Quelle mit einer Temperatur von 36,6 °C, die sich in einer Tiefe von 1600 m befindet. Der Trockenrückstand bei 180 °C ist 385 mg/l. Der pH-Wert liegt bei 7,6.
| Element           | Formel | Inhalt (mg/l) |
| ----------------- | ------ | ------------- |
| Hydrogencarbonate | HCO3−  | 305           |
| Calcium           | Ca2+   | 65            |
| Chloride          | Cl−    | 35            |
| Magnesium         | Mg2+   | 18            |
| Kalium            | K+     | 2.5           |
| Natrium           | Na+    | 44            |
| Sulfate           | SO42−  | 40            |
|                   |        |               |

## Geschichte
Im Jahr 1696 wurden die ersten Thermalbäder in Chaudfontaine von Simon Sauveur mit Hilfe vom belgischen Arzt Werner Xhrouet angelegt, wobei die heilende Wirkung des Wassers erkannt wurde. Im Jahr 1714 veröffentlichte Werner Xhrouet ein Werk über die Mineralwässer von Chaudfontaine, Spa und Aachen. Im Jahr 1729 wurde erstmals eine Wasserflasche mit der Aufschrift „Eau de Chaudfontaine“ schriftlich erwähnt. 
Im Jahr 1924 wurde die Firma Société Eau Minérale Thermale de Chaudfontaine gegründet, welche die Abfüllung des Wassers vornahm. 1926 wurde vom damaligen Bürgermeister William Grisard eine neue Abfüllanlage gebaut und unter der Firma SA Cristal Chaudfontaine geführt. Im Mai 1935 beantragte die Firma SA Cristal Chaudfontaine die Genehmigung zur Lagerung von Gasflaschen zur Herstellung von Sprudelwasser, einige Wochen später folgte der gleiche Antrag der Firma Eau minérale thermale de Chaudfontaine. Im Jahr 1939 kaufte die Gemeinde die Firma Eau minérale thermale de Chaudfontaine auf.
1950 unterzeichnete das Unternehmen Cristal Chaudfontaine einen exklusiven Abfüllvertrag mit der Gemeinde und wurde erhielt eine Monopolstellung. 1962 wurde das Unternehmen durch die Piedbœuf-Gruppe aus Jupille übernommen, gleichzeitig wurde neue Fabrik gebaut. Im Jahr 1977 wurden 200 Millionen Liter Wasser verkauft.
Am 1. Juni 2003 übernahm Coca-Cola Belgium die Marke Chaudfontaine und investierte 147 Millionen Euro in den Standort in der Provinz Lüttich. Im März 2005 wurde Chaudfontaine in Frankreich eingeführt. Die Fabrik ist seit 2023 CO2-neutral.
Zu den Olympischen Spielen in Paris 2024 war Chaudfontaine das offiziell ausgegebene Wasser.